# 勵守謙
勵守謙（?—?），直隸靜海（今天津靜海）人。祖籍浙江紹興。
励杜讷曾孫、励廷仪長孫、勵宗萬長子，清朝政治人物。進士出身。
乾隆十年，登進士，改庶吉士，授翰林院編修，進入四庫全書館，擔任校勘永樂大典纂修兼分校官。